# Gemeine Wiesenwanze
Die Gemeine Wiesenwanze (Lygus pratensis) ist eine Wanze aus der Familie der Weichwanzen (Miridae).

## Merkmale
Die Wanzen werden zwischen 5,8 und 7,3 Millimeter lang und haben einen ovalen Körper, der leicht abgeflacht ist. Die Männchen sind hell rotbraun bis dunkelrot, die Weibchen sind dagegen grün und bräunlich gefärbt. Das Weibchen hat einen hellgrünen Halsschild, auf dem an den Seiten je ein dunkler Fleck sitzt. Der Halsschild des Männchens ist zwar auch in der Grundfärbung grün, es überwiegt aber ein bräunliches Fleckmuster, das mit dem Grün teilweise verläuft. Das Schildchen (Scutellum) ist bei beiden Geschlechtern herzförmig und sticht mit einem sehr hellen Grün deutlich hervor. Der vordere Teil des Schildchens, der die dreieckige Form ergänzt, ist dunkelbraun. Die zusammengefalteten Flügel sind am hinteren Teil des Hinterleibs deutlich erkennbar, da sie nicht von den Hemielytren abgedeckt werden.

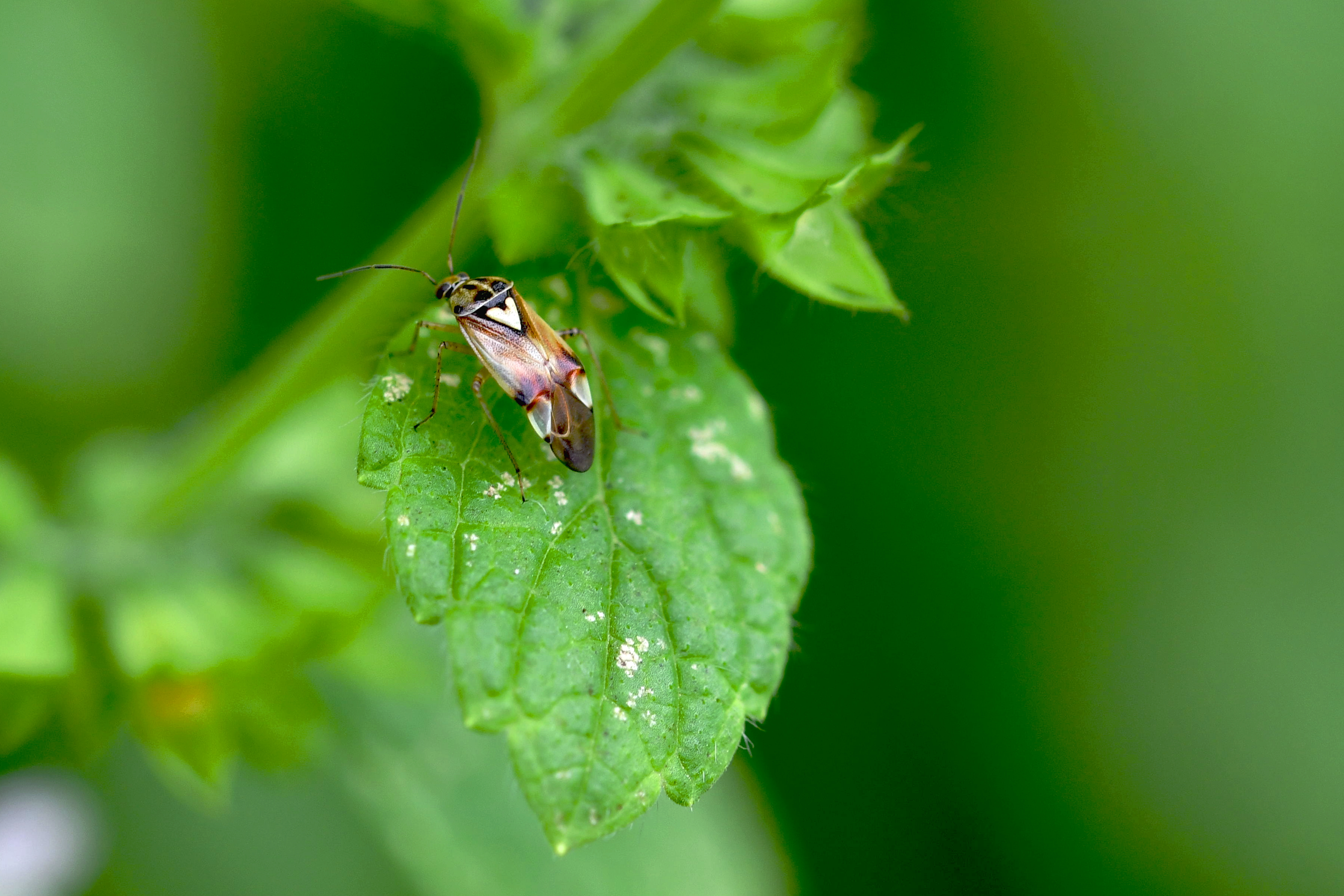
Weibchen einer Gemeinen Wiesenwanze mit charakteristischem Halsschild

## Vorkommen
Die Tiere kommen in ganz Europa, Asien und Nordamerika vor. Die Gemeine Wiesenwanze besiedelt vor allem warme, offene und halbschattige Lebensräume und ist regelmäßig auf wildkrautreichen Äckern, Brachen und in Ruderalfluren zu finden. Zuweilen lebt sie auch an schattigen, feuchten Waldstandorten. Sie leben bevorzugt in der Krautschicht, seltener auch auf Laubgehölzen.

## Lebensweise
Sowohl die Larven als auch die erwachsenen Tiere (Imagines) saugen den Saft verschiedener krautiger Pflanzen, aber auch Nektar von Blüten. Die Imagines können sehr gut, auch über weite Strecken fliegen. Sie unternehmen oft weite Ausbreitungsflüge nach dem Winter. Sie werden in der Nacht durch künstliches Licht angelockt.

## Entwicklung
Die Weibchen legen ihre Eier im Mai und Juni mit Hilfe ihres Legeapparates oft in Blütenknospen oder andere Pflanzenteile. Die anfangs rundlichen und hellen Larven leben gesellig. In den späteren Larvenstadien sind sie völlig grün und in ihrer Körperform stark rundlich. Man kann sie leicht mit Blattläusen verwechseln. Sie saugen unermüdlich an ihren Wirtspflanzen und können dadurch Schäden verursachen, wobei die Blätter der Pflanzen vertrocknen oder Missbildungen an den Pflanzen entstehen. Die Entwicklung der Larven verläuft sehr schnell, im Juli ist die neue Generation schon ausgewachsen. In warmen Gegenden und günstigen Jahren wird eine weitere Generation ausgebildet. Die erwachsenen Tiere überwintern in der Streu, in Moospolstern, Grashorsten oder unter loser Borke.

## Natürliche Feinde
Schlupfwespen, besonders der Gattung Peristenus, suchen aktiv nach jungen Larven der Wanzen und legen in diese ihre Eier ab. Die Schlupfwespenlarven fressen ihren Wirt von innen auf.

## Entwicklungsstadien
Auf den folgenden Bildern sind mehrere Entwicklungsstadien der Gemeinen Wiesenwanze als Nymphe zu sehen.

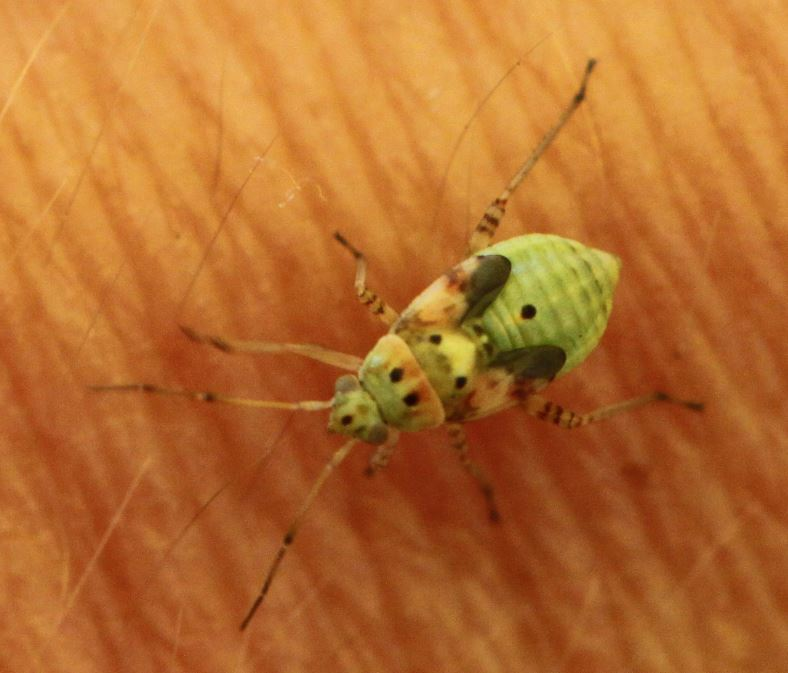
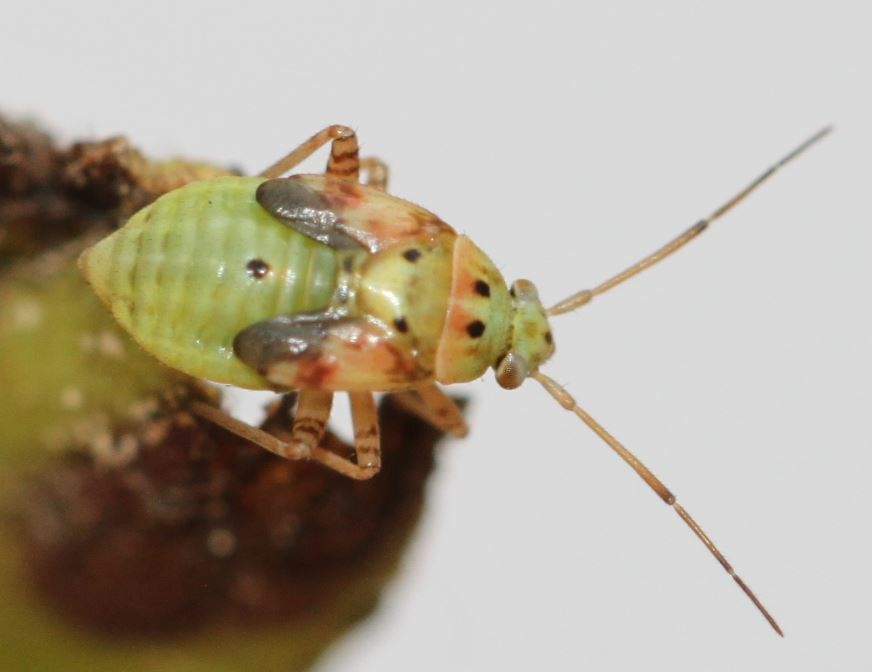
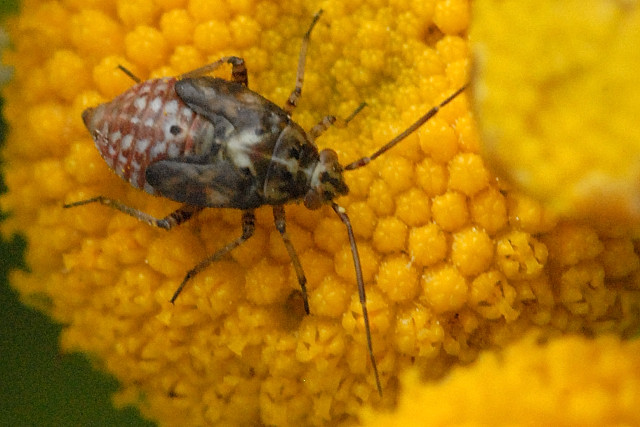